# Macrostomion nigricorne
Macrostomion nigricorne är en stekelart som först beskrevs av Baker 1917.  Macrostomion nigricorne ingår i släktet Macrostomion och familjen bracksteklar. Inga underarter finns listade i Catalogue of Life.